# Zbojnícka pláň
Zbojnická pláň je dolní část Rovienkovej kotliny se Zbojnickými plesy, Sesterskými plesy a Starolesnianským plesem ve Velké Studené dolině ve Vysokých Tatrách. Na její jihovýchodním okraji stojí Zbojnická chata. Někteří autoři průvodců ( Puškáš ) přenášejí název této lokality i na Kotlinu pod Prielomom . 

## Název
V oblasti Velké Studené doliny je soustředěn větší počet názvů týkajících se zbojníků. Jelikož tudy nevedla ani v minulosti žádná významnější pašerácká cesta nebo obchodní cesta, která by je mohla zajímat, je třeba se domnívat, že tvůrci názvů měli na mysli pytláky, kteří v 17.- 19. století rádi vyhledávali tuto dolinu. 

## Turistika
- modře značený turistický chodník z Tatranské Lomnice prochází Studenou dolinou vedle vodopádů Studeného potoka a vede celou dolinou do závěru na vysokohorský průchod Prielom (2288 m n. m.) na Lysou Poľanu.
- Druhou, turisticky těžkou cestou, je  žlutý chodník, který vychází od Zbojnické chaty, prochází Zbojnickou plání pod jižní stěnou Javorového štítu přes Strelecké polia a vystupuje do Priečného sedla. Odtud se schází na Téryho chatu. Průchod je z Téryho chaty na Zbojnickou chatu.
- Třetí cesta vede ze Starého Smokovce na Hrebienok, pak po Tatranské magistrále přes Rainerova chata po  modré značce do doliny. [2]

## Galerie

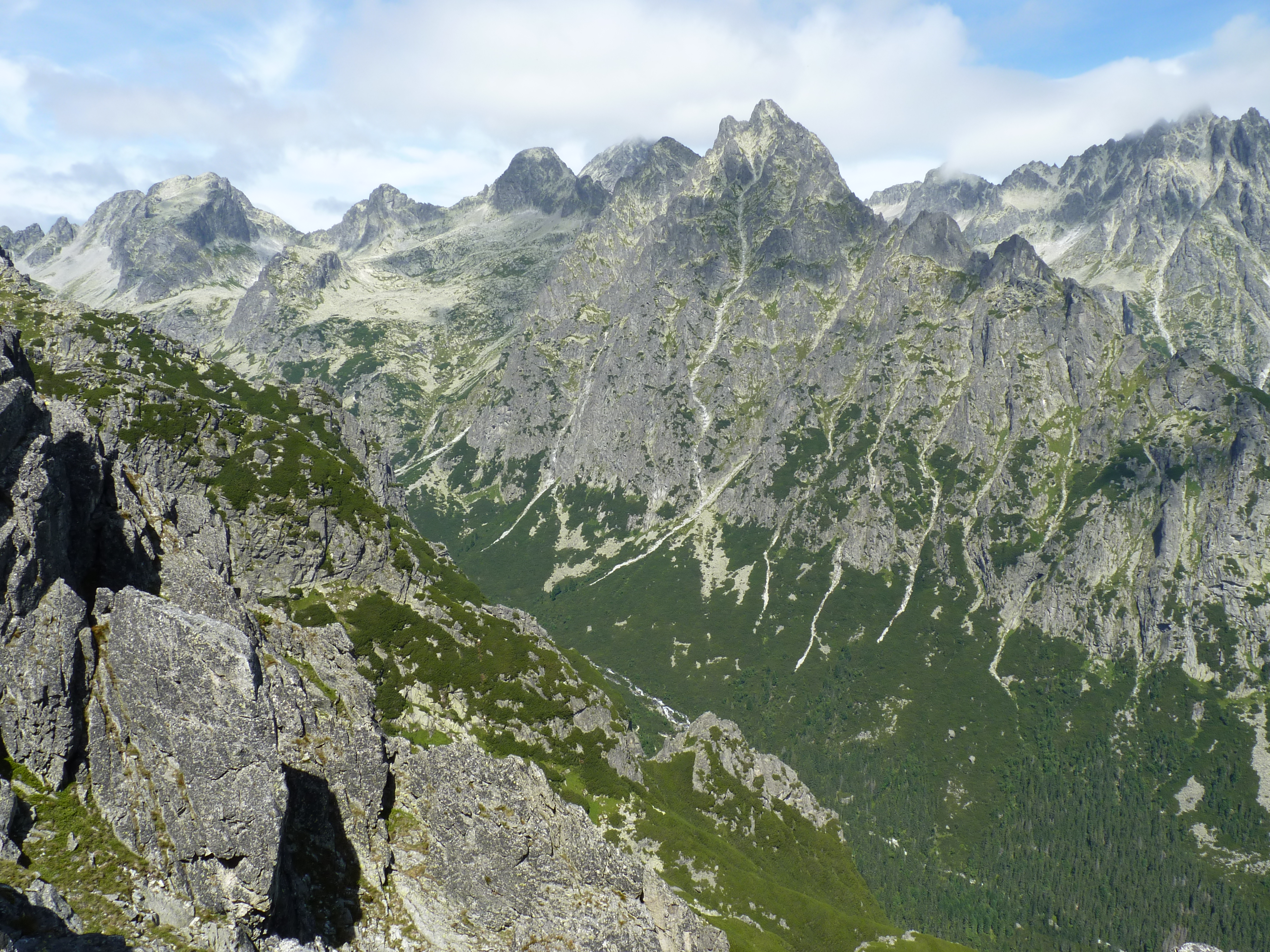
Velká Studená dolina. Javorové štíty, Ostrý štít, Široká věž, Ledový štít, Prostredný hrot
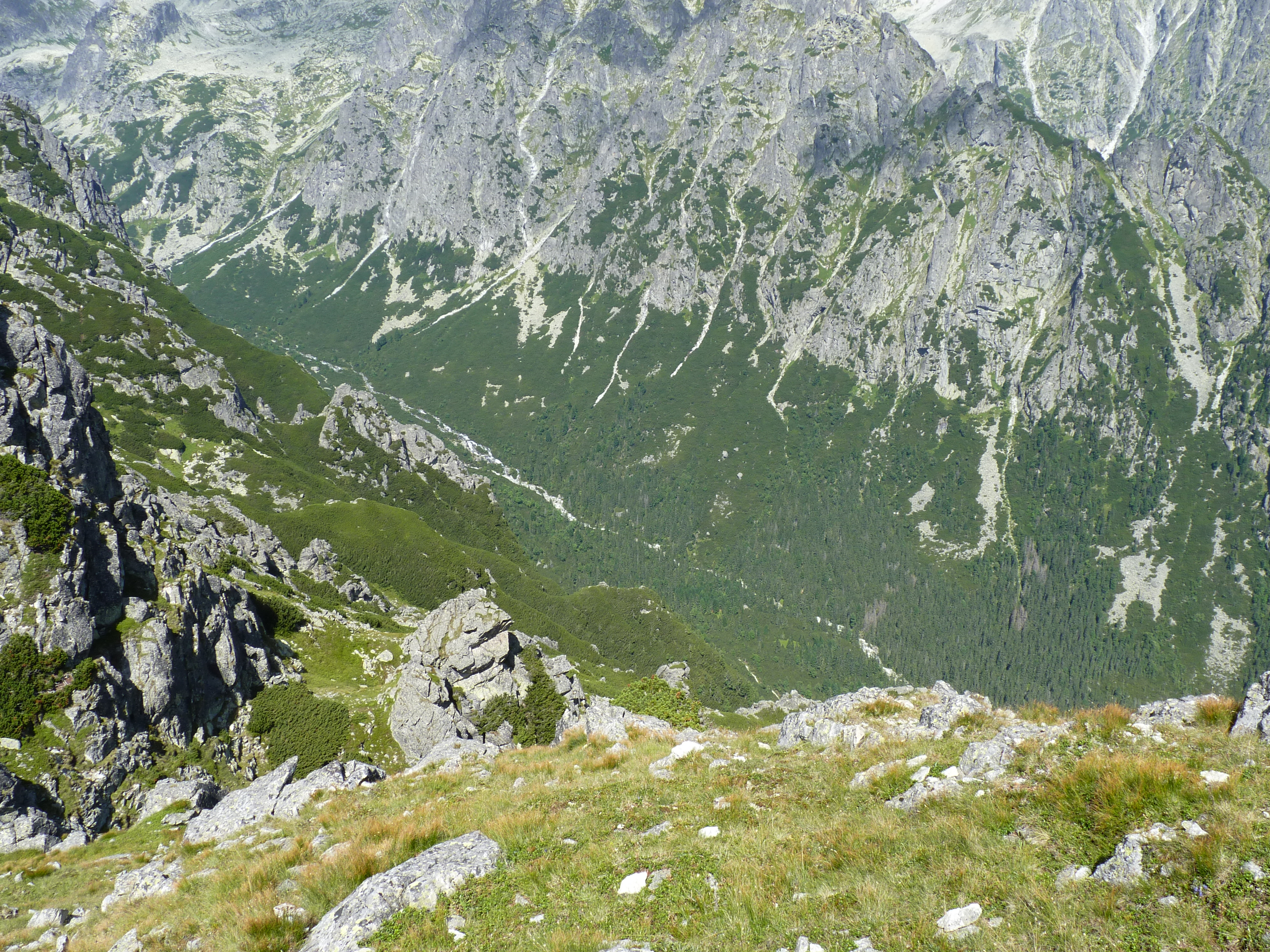
Velká Studená dolina a Velký Studený potok
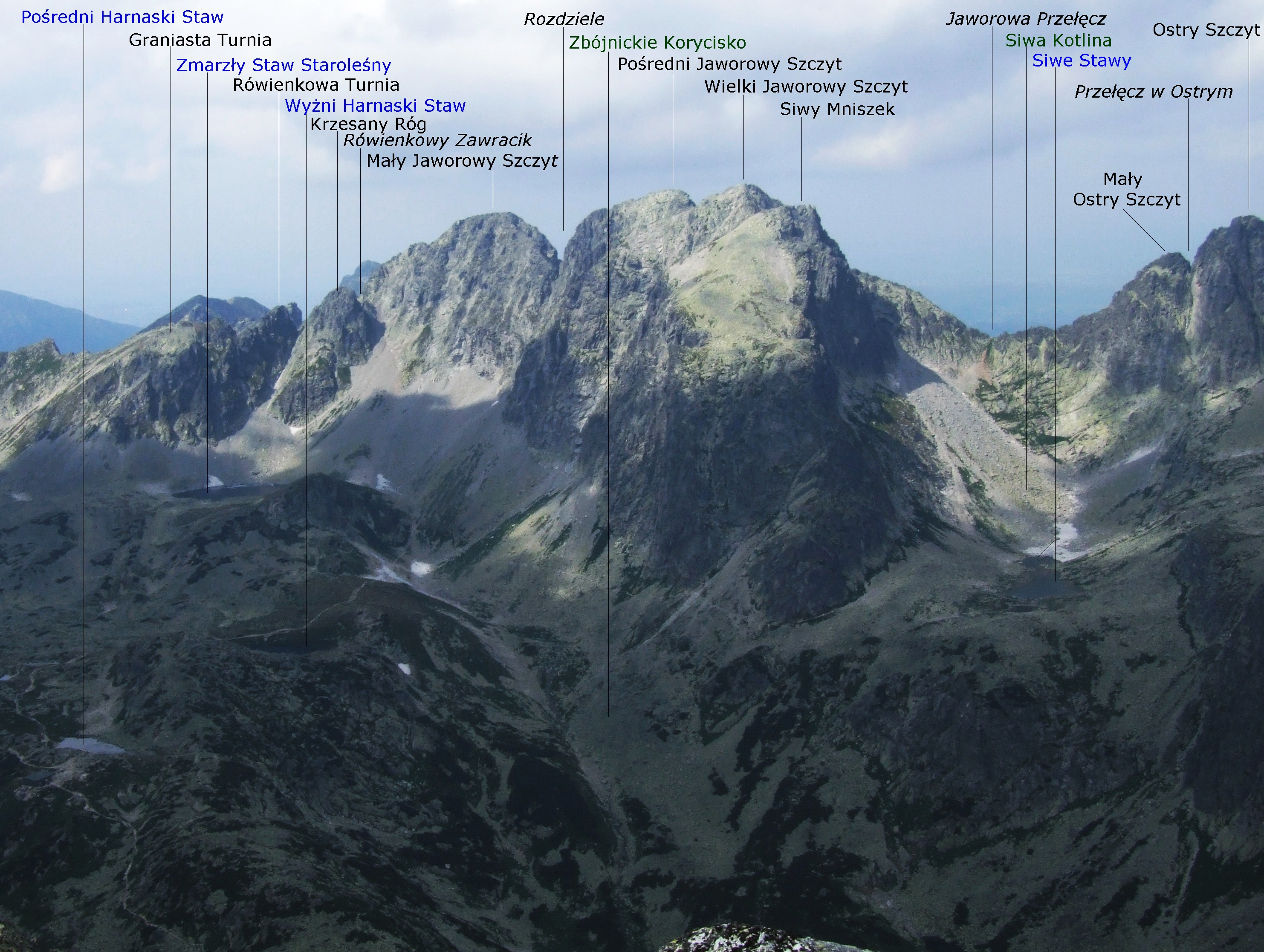
Velká Studená dolina s dominantními Javorovými štíty
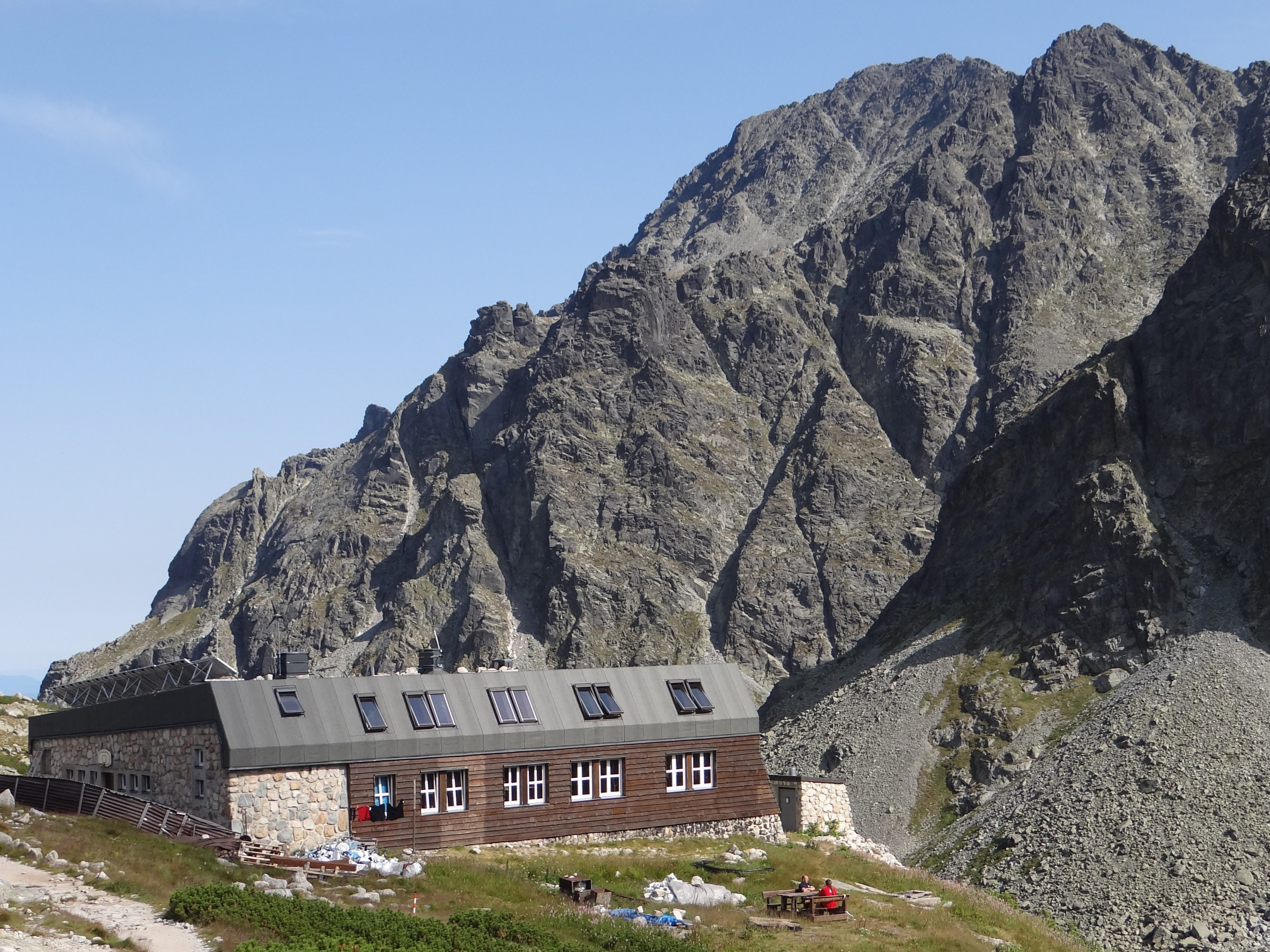
Zbojnická chata
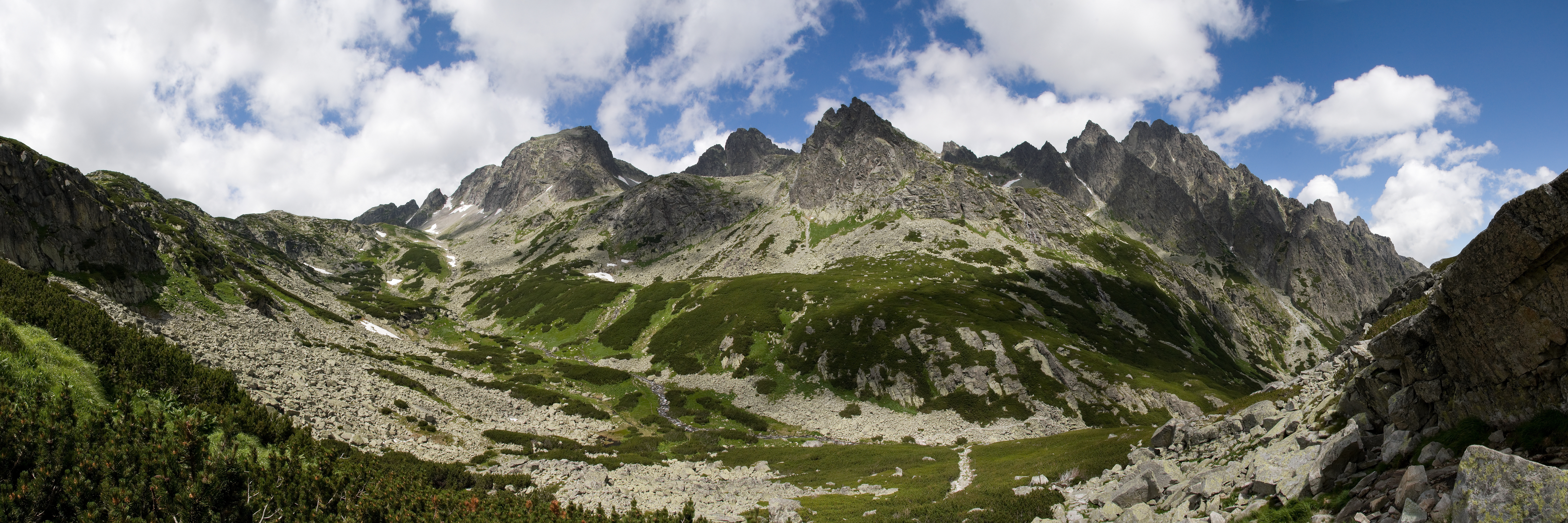
Pohled od výstupu směřujícímu k Vareškovému plesu